# Krzysztof Kałwak
Krzysztof Kałwak (ur. 10 października 1969) – polski hematolog, profesor dr hab. nauk medycznych, profesor zwyczajny Katedry i Kliniki Transplantacji Szpiku, Onkologii i Hematologii Dziecięcej, oraz prodziekan Wydziału Lekarskiego Kształcenia Podyplomowego Uniwersytetu Medycznego im. Piastów Śląskich we Wrocławiu w latach 2012– 2015. W 2020 roku wprowadził technologię CAR-T do leczenia dzieci z oporną białaczką limfoblastyczną. 1 października 2021 r. został następcą prof. dr hab. Alicji Chybickiej na stanowisku kierownika Katedry i Kliniki Transplantacji Szpiku, Onkologii i Hematologii Dziecięcej. 

## Życiorys
Krzysztof Kałwak w okresie szkolnym był stypendystą Krajowego Funduszu na rzecz Dzieci. W 1995 ukończył studia medyczne na Akademii Medycznej im. Piastów Śląskich, 27 października 2000 obronił pracę doktorską Wczesna i późna rekonstytucja immunologiczna u dzieci po przeszczepieniu komórek progenitorowych układu krwiotwórczego z uwzględnieniem immunoterapii i immunomodulacji (promotorka – Janina Bogusławska-Jaworska). 27 października 2006 habilitował się na podstawie pracy zatytułowanej Wybrane zagadnienia z immunologii okresu poprzeszczepowego u dzieci poddanych transplantacji komórek hematopoetycznych. 19 lutego 2014 nadano mu tytuł profesora w zakresie nauk medycznych.
W 2008 roku objął funkcję profesora nadzwyczajnego w Katedrze i Klinice Transplantacji Szpiku, Onkologii i Hematologii Dziecięcej, a w 2012 r. także prodziekana na Wydziale Lekarskim Kształcenia Podyplomowego Uniwersytetu Medycznego im. Piastów Śląskich we Wrocławiu. W 2021 r. został kierownikiem Katedry i Kliniki Transplantacji Szpiku, Onkologii i Hematologii Dziecięcej we Wrocławiu (tzw. „Przylądka Nadziei”). W 2023 roku został wybrany na Przewodniczącego Grupy Roboczej ds. Chorób Dziecięcych w EBMT (European Bone Marrow Transplant Group).